# Museum Moderner Kunst Kärnten

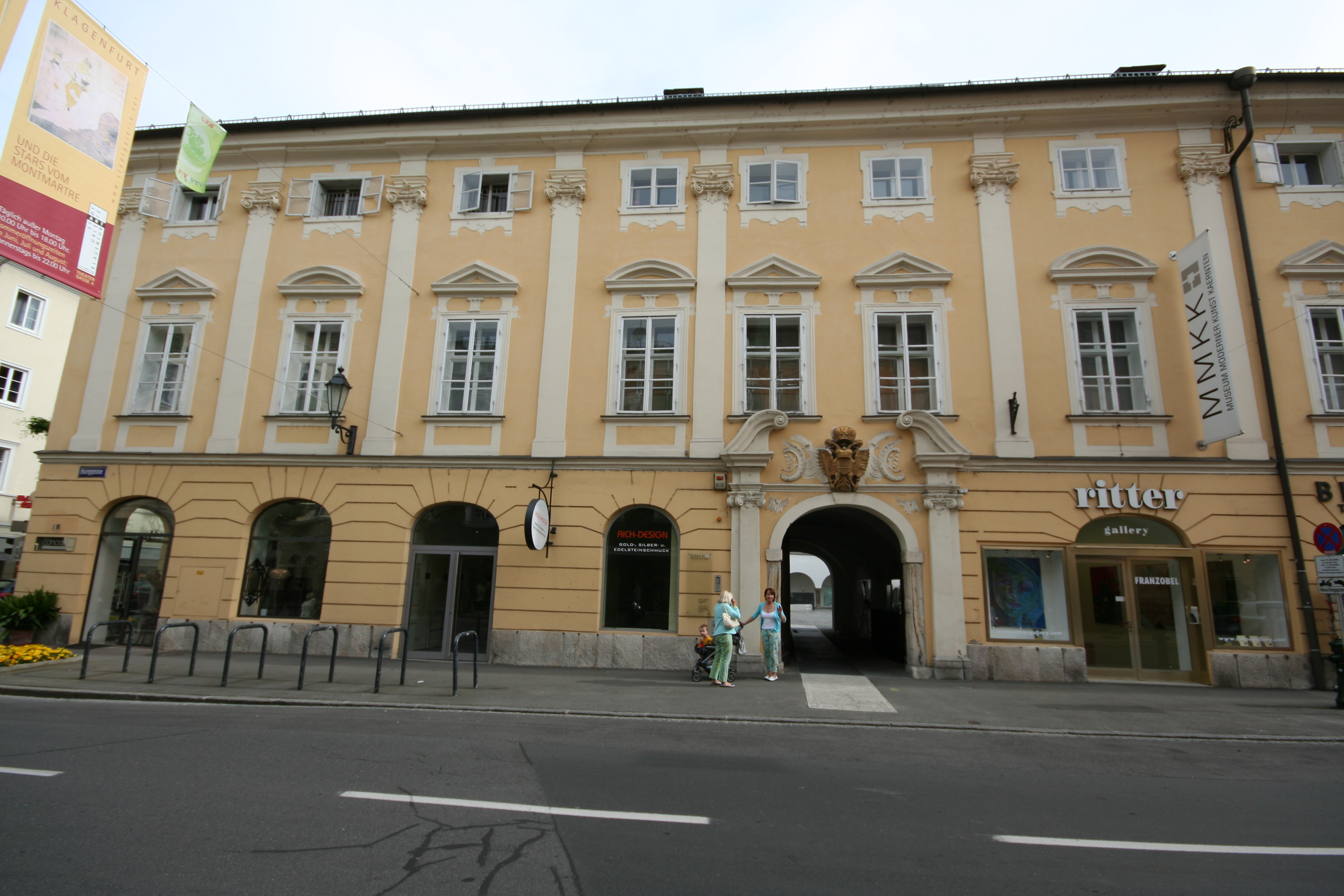
Die Burg in Klagenfurt beherbergt das Museum Moderner Kunst Kärnten

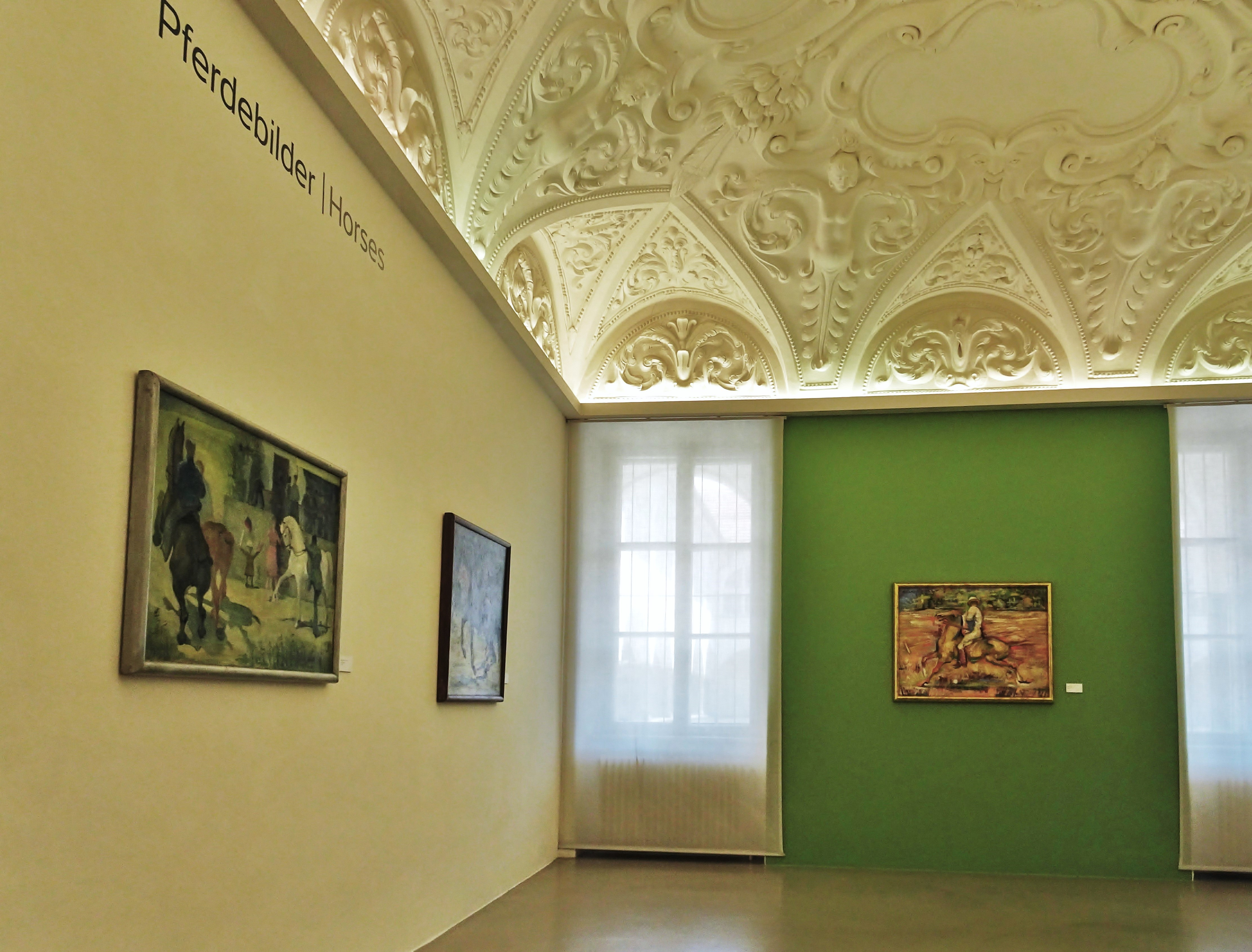
Blick in einen Ausstellungsraum

Das Museum Moderner Kunst Kärnten (MMKK) ist ein in der Innenstadt von Klagenfurt gelegenes Museum, das sich in den Räumlichkeiten der ehemaligen Kärntner Landesgalerie in der sogenannten Klagenfurter Burg befindet. Es zeigt auf einer Ausstellungsfläche von rund 1000 Quadratmetern moderne und zeitgenössische Kunst.
In Einzel- und Themenausstellungen präsentiert das MMKK regionale, nationale und internationale Künstlerpositionen. Die mit Fresken des Kärntner Barockmalers Josef Ferdinand Fromiller geschmückte Burgkapelle steht Künstlern als Projekt- und Installationsraum zur Verfügung.
Einen Schwerpunkt bilden die eigenen Sammlungsbestände des Landes Kärnten. Darunter finden sich Werke namhafter Künstler des 20. und 21. Jahrhunderts, so zum Beispiel Hans Bischoffshausen, Kiki Kogelnik, Maria Lassnig, Hermann Nitsch, Arnulf Rainer, Hans Staudacher sowie als Vertreter der jüngeren Generation Heimo Zobernig und Hans Schabus.

## Geschichte
Nach umfassenden Umbau- und Revitalisierungsmaßnahmen wurde das MMKK im Jahr 2003 in den Räumlichkeiten der ehemaligen Kärntner Landesgalerie eingerichtet und übernahm von dieser die Bestände der Kunstsammlung des Landes Kärnten.
Das MMKK steht seit dem Jahr 2010 unter der Leitung von Christine Wetzlinger-Grundnig.